# Some Other Guy
Singles de Richie Barrett
Dream On / 
I Am Yours
(1960) Summer's Love / Let Me Down Easy
(1963)
Some Other Guy est une chanson de rhythm and blues écrite par Jerry Leiber, Mike Stoller et Richie Barrett (en) originellement sortie en single aux États-Unis en 1962 par Barrett lui-même. On entend, sur cette version, un piano électrique, instrument inhabituel à cette époque dans la musique pop. Distribuée en Angleterre sur l'étiquette London Records (45-HLK 9552) la chanson devient un standard du « Merseybeat» et elle est endisquée par le groupe The Big Three (en) de Liverpool.

## Historique
Les paroles dans les deux versions, celles de Richie Barrett et des Big Three, ne sont pas clairement entendues. Alors, autant dans la version des Beatles que les versions subséquentes, on entendra des variations dans les paroles.

## Reprises

### The Beatles
Pistes inédites de Live at the BBC
Sure to Fall (in Love with You) That's All Right (Mama)
La chanson a rapidement fait partie du répertoire des Beatles. Le 22 août 1962, le groupe a été filmé, jouant cette chanson lors de leur spectacle du midi au Cavern Club, par la station Granada TV de Manchester, pour l'émission Know The North. C'est le premier film avec son et image du groupe, bien avant qu'il ne soit connu hors de leur ville d'origine. Filmé par Leslie Woodhead (en), la qualité de l'image est pauvre mais on y voit John Lennon, Paul McCartney, George Harrison et leur nouveau batteur depuis quelques jours, Ringo Starr; Pete Best venait d'être limogé la semaine précédente. À la fin de la chanson, on entend quelqu'un dans l'auditoire crier « We want Pete! » (« On veut Pete! »), après quoi Lennon répond simplement « Yes ». Le son enregistré avec un seul microphone n'étant pas satisfaisant, le technicien de son, Gordon Butler, y retourne le 5 septembre cette fois avec trois microphones pour la réenregistrer. Il effectue la captation du son pendant une heure mais seuls les enregistrements de Some Other Guy et de Kansas City/Hey, Hey, Hey, Hey ont survécu. Il fait presser cinq disques acétate de ces deux chansons dont une copie a été vendue aux enchères chez Christie's en août 1993 pour 16 500 £.
Presque oubliées, ces images n'ont été diffusées que le 6 novembre 1963, lorsque le groupe avait déjà atteint la célébrité dans leur pays. Des copies acétates de l'enregistrement sonore ont été manufacturées à l'époque par le manager Brian Epstein pour être vendues dans son magasin NEMS mais cette version ne sera jamais subséquemment publiée commercialement. On peut maintenant en voir des extraits du film dans les documentaires Anthology, The Beatles: Eight Days a Week et The Beatles: Get Back. 
En 1963, les Beatles ont enregistré cette chanson à trois reprises dans les studios de la BBC, dont deux fois le 24 janvier. Mais c'est la dernière prestation qui sera publiée sur l'album Live at the BBC en 1994. Elle a été enregistrée devant public le 19 juin, au Playhouse Theatre de Londres, pour une diffusion à l'émission radiophonique Easy Beat (en) quatre jours plus tard. Une des prestations du 24 janvier, qui sera diffusée au Saturday Club (en) le surlendemain, sera publiée en 2013 sur l'album en téléchargement The Beatles Bootleg Recordings 1963.
Les Beatles l'ont jouée dans la clef de D, avec une introduction lente en A-C-D avec le deuxième intervalle de I-♭VII-I sur chaque tonique (et l'équivalent pour les IV et V). En 1970, John Lennon utilise la même intro de deux accords pour sa chanson Instant Karma!.

#### Personnel
- John Lennon – chant, guitare rythmique
- Paul McCartney – chant, guitare basse
- George Harrison – guitare solo
- Ringo Starr – batterie[5]

### Autres versions
- The Big Three l'enregistrent en 1963 sur Decca[12] avec les paroles dans un ordre quelque peu aléatoire. Le 17 avril, elle atteint la 37e position du UK Single Chart[13]. On a inclus Some Other Guy par ce groupe  dans l'album compilation John Lennon's jukebox (en). Cependant, ce n'est pas la même version de 1963; réenregistrée en 1973, on y rajoute du piano électrique[14] et elle se rapproche de celle de Barrett.
- Johnny Kidd & the Pirates l'ont repris en 1963 mais celle-ci n'a été publiée qu'en 1990. Kidd a changé les paroles.
- Pete Best l'a reprise pour son album Best of The Beatles en 1965[15]; sans surprise, cette version et celle des Beatles sont semblables.
- Led Zeppelin l'a jouée sur scène lors d'un medley avec Whole Lotta Love. Bien que le titre n'est pas identifié sur le disque, l'extrait débute à 10:58. Cette chanson est incluse sur le bootleg Live on Blueberry Hill (en)[16].
- The Searchers ont repris les deux faces de ce single de Richie Barrett; Some Other Guy est sur Sugar and Spice et Tricky Dicky (elle aussi de Leiber et Stoller) sur Meet the Searchers (en)[17].
- En 1974, « The Stray Cats », le groupe fictif du film Stardust mettant en vedette David Essex, a interprété le titre. Cette version sera publiée en single solo par Dave Edmunds, le chanteur dans le film.
- The Hentchmen (en), un groupe de Détroit avec Jack White, des White Stripes, à la guitare, l'on publiée en 45 tours en 1997.
- The Smithereens l'ont inclus sur leur album hommage B-Sides The Beatles (en) en 2008[18].

### Parodies
Les Rutles chantent Goose-Step Mama mise en scène comme la version des Beatles de Some Other Guy filmée au Cavern Club.